# Eliška Misáková
Eliška Misáková (* 12. Oktober 1926 in Kojetice; † 14. August 1948 in London, Vereinigtes Königreich) war eine tschechoslowakische Geräteturnerin.

## Leben
Eliška Misáková wuchs in Vyškov auf, wo sie von 1936 bis 1944 das Realgymnasium besuchte. Nach dem Ende des Zweiten Weltkrieges trat  Misáková dem Turnverein Sokol bei. 1947 zog sie nach Prag und schloss sich dem Verein Sokol Vinohrady an. Sie qualifizierte sich im Jahr darauf für Olympia und gehörte zusammen mit ihrer Schwester Miloslava Misáková sowie Milena Müllerová, Marie Kovářová, Božena Srncová, Olga Šilhánová, Zdeňka Honsová und Zdeňka Veřmířovská zur tschechoslowakischen Turnerinnenriege bei den Olympischen Sommerspielen 1948 in London. Nach der Ankunft in London erkrankte sie plötzlich. An ihrer Stelle kam Věra Růžičková ins Team. Während die tschechoslowakische Mannschaft die Goldmedaille gewann, verstarb Eliška Misáková zur selben Zeit im Krankenhaus Uxbridge an einer damals unheilbaren Poliomyelitis-Infektion. Bei der Siegerehrung wurde die tschechoslowakische Fahne mit Trauerflor gehisst. Eliška Misáková wurde durch das IOC posthum ebenfalls die Goldmedaille zuerkannt.